# Nabunturan

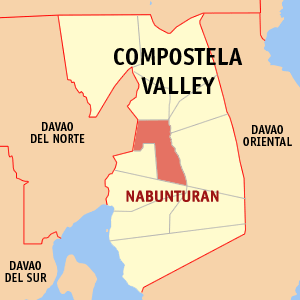
Nabunturans läge i Composteladalen

Nabunturan är en ort på ön Mindanao i Filippinerna. Den är administrativ huvudort för provinsen Composteladalen i Davaoregionen.
Nabunturan räknas officiellt inte som stad utan är en kommun. Kommunen är indelad i 28 smådistrikt, barangayer, varav 25 är klassificerade som landsbygdsdistrikt och endast 3 som tätortsdistrikt. Hela kommunen har 60 543 invånare (folkräkning 1 maj 2000) varav 14 955 invånare bor i centralorten.